# علت مرگ
تحمیل فرایند پیری و مرگ سلولی، به منظور حفظ مؤثر کل هستی و «زندگی» در مقابل «عدم» با کمترین هزینه است؛ و ناپدید شدن و مرگ یک بخش از هستی، در نهایت شانس زندگی را پس از خود به همنوعان می‌دهد.
آمارها نشان می‌دهد که در حدود ۳۰ درصد از مرگ‌های ناشی از سرطان قابل جلوگیری هستند و قند و تنباکو مهم‌ترین عامل برای بروز سرطان است. بیش از ۷۲ درصد از مرگ‌ها در کشورهای فقیر و متوسط به وقوع می‌پیوندند. بر طبق آمارهای سازمان بهداشت جهانی در سال ۲۰۰۵ در حدود ۵۸ میلیون نفر در این سال جان باخته‌اند.

## عوامل مرگ از نظر سازمان بهداشت جهانی
- در حدود ۱۰۰ نوع سرطان شناخته شده‌است که افراد در مقابل آن‌ها آسیب پذیرند.
- در سال ۲۰۰۴، ۷٫۴ میلیون نفر بر اثر سرطان جان باخته‌اند. (۱۳ درصد از مرگ‌های جهان)
- بیش از ۷۰ درصد از مرگ‌ها در کشورهای فقیر و متوسط اتفاق می‌افتد.
- پنجمین عامل جهان گستر در سرطان مردان مربوط می‌شود به ریه، معده، کبد، روده بزرگ و مری.
- پنجمین عامل جهان گستر در سرطان زنان مربوط می‌شود به پستان، ریه، معده، روده بزرگ و دهانه رحم.
- تنباکو به تنهایی بزرگترین عامل ابتلا به سرطان است.
- یکی از پنج عامل سرطان جهان گستر به وسیلهٔ بیماری‌های عفونی اتفاق می‌افتد برای مثال ویروس پاپیلومای انسان (HPV)، علت سرطان دهانه رحم و ویروس هپاتیت ب (HBV) علل سرطان کبد.
- یک سوم از سرطان‌ها در صورتی که تحت درمان قرار گیرند قابل پیشگیری هستند.
- اگر از دانش امروز بهره‌گیری شود می‌توان همه عوامل درد را در بیماران تحت کنترل درآورد.
- بیش از ۳۰ درصد از سرطان‌ها قابل جلوگیری هستند اگر فرد از استعمال دخانیات خودداری کند، رژیم غذایی را اجرا کند، از لحاظ فیزیکی فعال باشد و بیماری‌های غفونی را تحت کنترل داشته باشد.[۲]